# Сомерсет-стрит (Оттава)

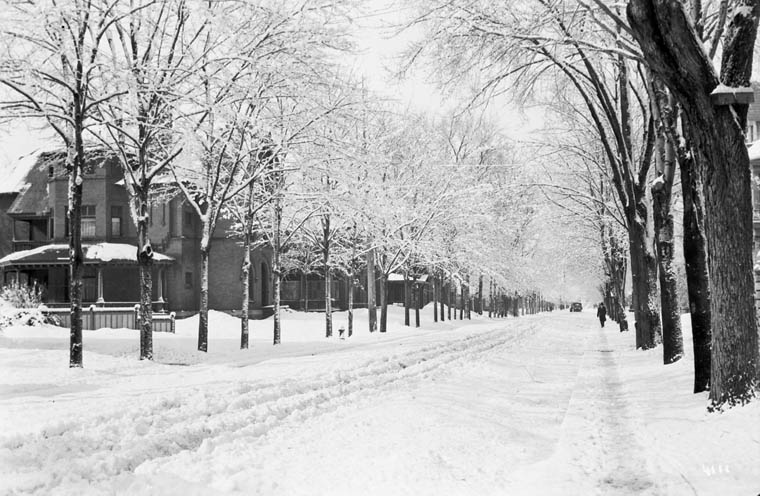
Сомерсет-стрит, 1916 г.

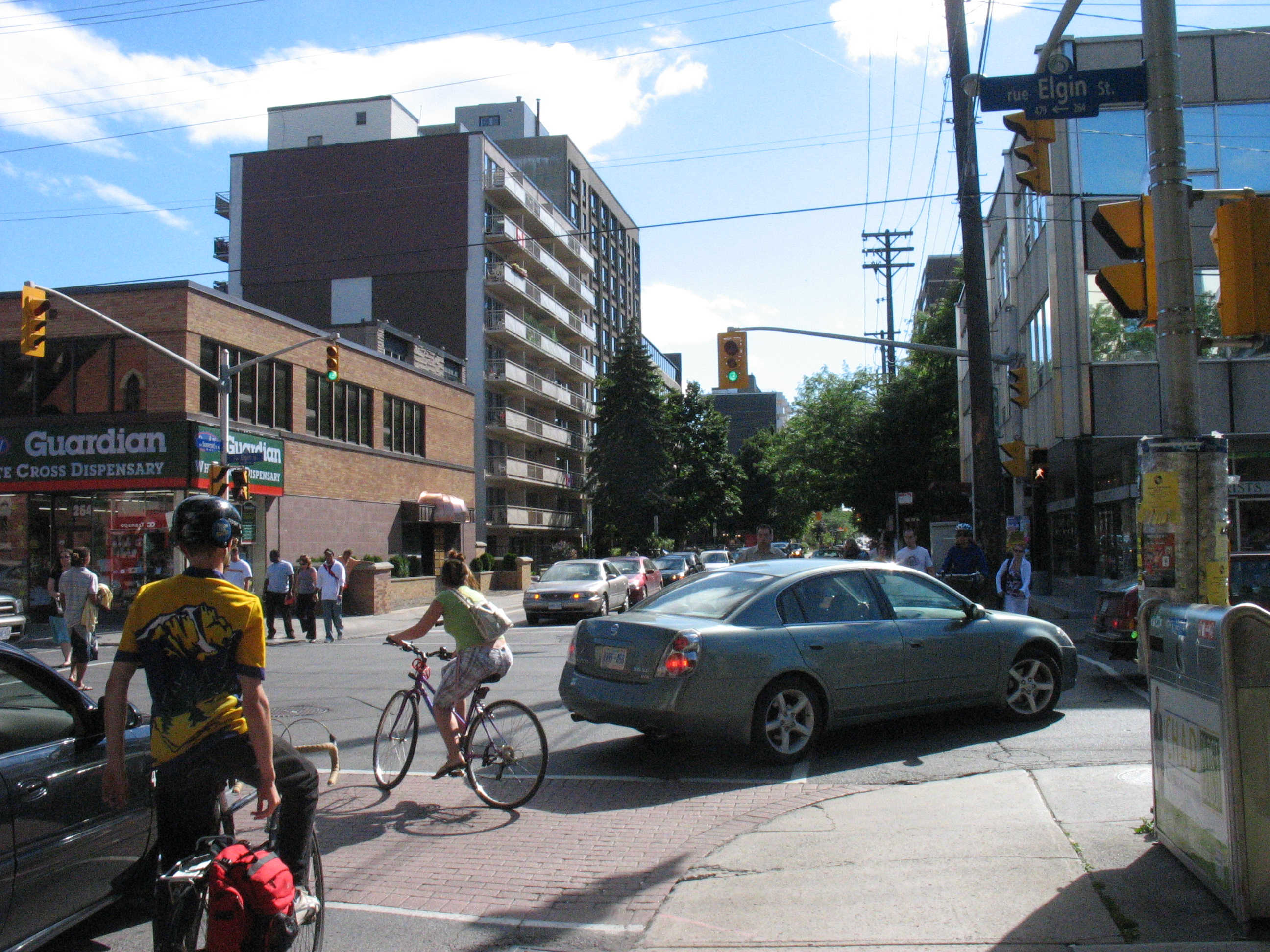
Современный вид перекрёстка Западной Сомерсет-стрит с Элгин-стрит, 2008 г.

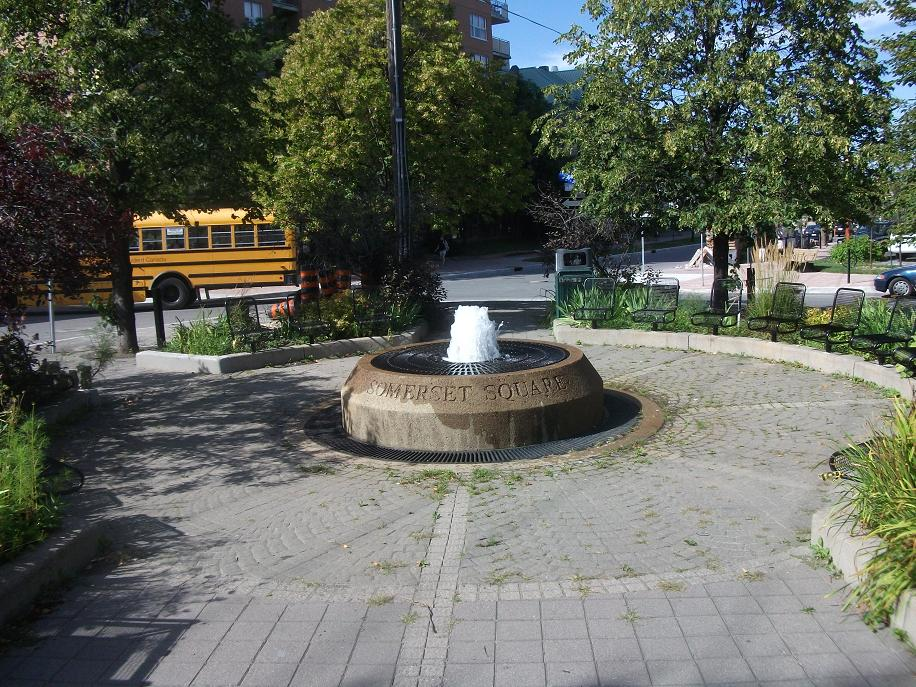
Площадь Сомерсет-сквер является западной оконечностью Западной Сомерсет-стрит, в месте, где она переходит в Западную Веллингтон-стрит.

Граффити на углу Сомерсет-стрит и Престон-стрит

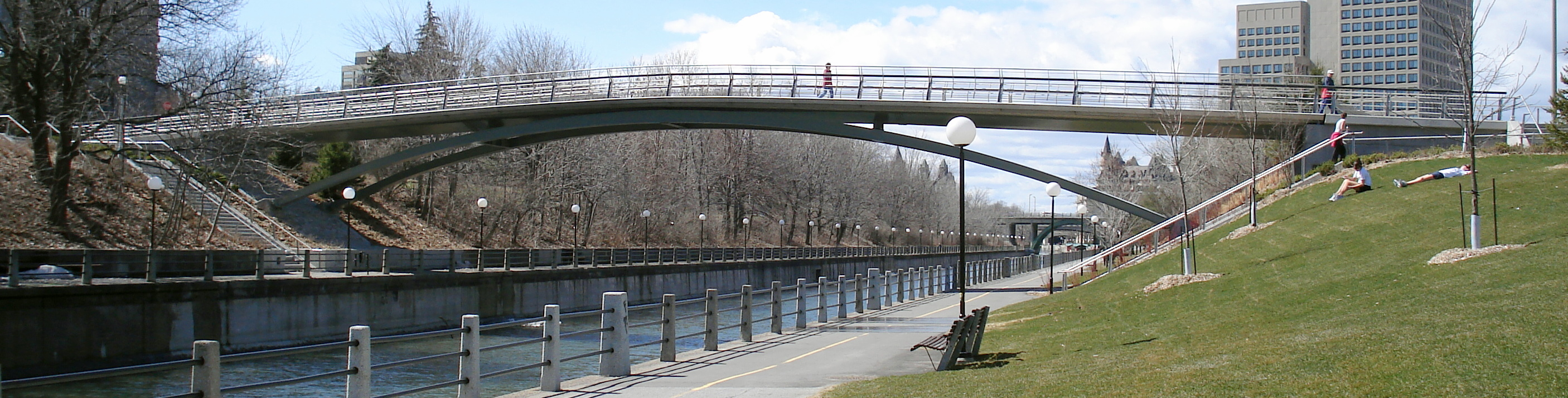
Корктаунский пешеходный мост.

Сомерсет-стрит, англ. Somerset Street, фр. Rue Somerset — улица в г. Оттава, провинция Онтарио, Канада. Состоит из двух участков — Восточной и Западной Сомерсет-стрит, разделённых каналом Ридо.

## Восточная Сомерсет-стрит (Somerset Street East)
Восточный участок Сомерсет-стрит проходит через городской район Сенди-Хилл от парка Страткона на востоке до кампуса Оттавского университета на западе. Ранее Сомерсет-стрит пересекала реку Ридо, доходя до бульвара Сен-Лоран, однако позднее мост был снесён, а участок Сомерсет-стрит за Ридо получил название Дональд-стрит.

## Корктаунский пешеходный мост
В 1870- гг., по мере развития территории, было выдвинуто предложение построить мост, соединяющий восточный и западный участки Сомерсет-стрит через канал Ридо, однако тогда эта идея так и не была осуществлена. 21 сентября 2006 г. был открыт Корктаунский пешеходный мост, проходящий через канал с запада на восток до терминала «Кампус» транзитной линии оттавского автобуса. Далее от моста дорога продолжается в виде переулка Марии Кюри на территории Оттавского университета; по переулку разрешено движение лишь для пешеходов и велосипедистов. Далее переулок переходит в западную часть Сомерсет-стрит.

## Западная Сомерсет-стрит (Somerset Street West)
Также известна как Оттавская дорога № 36, англ. Ottawa Road #36. Начинается у шоссе Королевы Елизаветы (en:Queen Elizabeth Driveway) на востоке и продолжается на запад до Западной Веллингтон-стрит, где заканчивается на площади Сомерсет-сквер. На участке от Бэй-стрит до Престон-стрит расположен китайский квартал Оттавы, а территория между Бэнк-стрит и О’Коннор-стрит известна как Сомерсетская (гей-)деревня (Somerset Village).